# Ljusneälf
El SS Ljusneälf fue un carguero de 1.391 TRB que fue construido en 1917 como Tilburg por L Smit & Zoon, Kinderdijk para propietarios holandeses. Fue vendido a propietarios alemanes en 1922 y rebautizado como Ljusneälf. En 1938, tras una venta, pasó a llamarse Hubert Schröder. Fue capturado por los aliados en abril de 1945, pasó al Ministerio de Transporte de Guerra (MoWT) y rebautizado como Empire Conquest.
En 1947, el Empire Conquest fue vendido al servicio mercante y rebautizado como Southern Island. En 1951, fue vendido a propietarios italianos y rebautizado como Verax. En 1960, fue vendido a propietarios panameños y rebautizado como Costance. Estuvo en servicio hasta 1966, cuando encalló en la isla de Lampedusa, Italia, y fue declarado pérdida total.

## Hundimiento
El 21 de abril de 1966, el Costance estaba en un viaje en lastre desde Nápoles a Sfax, Túnez, cuando encalló en la isla de Lampedusa, Italia, en un clima tormentoso, y posteriormente se hundió.